# The Two Beats

The Two Beats était un manzai composé des humoristes Takeshi Kitano et Nirō Kaneko.
En 1972, alors qu'il travaille comme serveur dans un café, Takeshi Kitano rencontre Kiyoshi Kaneko avec qui il crée un manzai, un duo comique présentant des sketches basés sur des quiproquos, des jeux de mots et autres gags verbaux.
À la base le duo s'appelle Shokakuya Jiro, Jiro et a du mal à décoller, le manzai est sur-représenté à l'époque.
Les membres du manzai Columbia Top Light les prennent sous leurs ailes et, suivant un de leurs conseils, Kitano et Kaneko changent le nom du tandem et se font appeler Sora Takeshi Kiyoshi.
Malgré de nombreux changements le succès n'est toujours pas au rendez-vous.
Kitano prend conscience du fait que pour se démarquer des autres manzai, les sketchs présentés par Sora Takeshi Kiyoshi se doivent d'aborder un autre style. De plus, a ses yeux, les textes de Kaneko (principal auteur) ne sont tout simplement pas drôles.
Après avoir vu un sketch d'un comique appelé Youshichi, qui outre son style irrévérencieux, raconte ses blagues a un rythme soutenu, Kitano décide de prendre la même direction artistique pour Sora Takeshi Kiyoshi.
La refonte du tandem est complète : Kitano jouera désormais un citadin de Tokyo malmenant un personnage de la campagne joué par Kaneko. De plus, il devient responsable de l’écriture des sketchs et propose un nouveau nom pour le tandem : The Two Beats (nom qui est dû à l'amour qu'a Kitano pour le jazz). Rompant totalement avec le style du manzai traditionnel, Beat Takeshi et Beat Kiyoshi (leur nouveau nom de scène) proposent un spectacle différent : Beat Takeshi lance une discussion avec un Beat Kiyoshi qui a du mal à suivre, le coupant systématiquement pour essayer de comprendre.
Le succès est immédiat même si le style pour un manzai est osé (Kitano suivant le modèle de Youshichi autant dans la forme que dans le fond des propos). Rapidement le duo devient célèbre et joue à guichet fermé. Au-delà d'un style que certains pourraient qualifier de vulgaire, Kitano s'attaque à des sujets délicats à traiter par le biais de l'humour à l'époque comme la mort, la race, le sexe ou la maladie. De plus il n’hésite pas à se moquer des femmes, des personnes âgées, des enfants ou des handicapés dans ses sketches.
En 1976, le duo est repéré par un producteur exécutif de la chaîne NHK qui voit un de leurs sketches à la télévision.
La NHK étant la principale chaîne de télévision japonaise, Kitano et Kaneko sont priés de limiter un maximum les écarts de langage.
Cette demande provoque l'effet inverse, le duo se déchaîne et va encore plus loin dans ses propos (provoquant par ailleurs le licenciement du producteur qui les avait repérés) et enchaîne des sketches toujours plus absurdes.
Malgré les critiques peu élogieuses, The Two Beats est de plus en plus adulé par le public. Mais on reproche à Kitano de présenter des sketches vulgaires et qui n'ont rien à voir avec de la comédie, ce qui lui vaut une suspension d'antenne d'un an.
Vers la fin des années 1970, Kitano ressent le besoin de changer de registre. Il a envie de montrer une autre face de son jeu d'acteur, plus sombre et plus personnelle. Il joue de plus en plus en solo avec un profond désir d’être plus qu'un amuseur public et suivant les conseils de son ami, le réalisateur Nagisa Oshima, il s’éloigne de la comédie et commence à jouer des rôles de gangsters ou de policiers.
Kitano dissout définitivement le duo au début des années 1980 et continue sa carrière en solo.

## Commentaires
- Certains éléments autobiographiques remontant à sa carrière manzai se trouvent dans son film de 1996, Kids Return.
- En 1999, le duo se reforme pour le film L'Été de Kikujiro. Kiyoshi Kaneko y tient le rôle d'un paysan un peu mythomane qui discute avec Kikujiro alors que celui-ci attend le bus avec Masao, même si dans cette scène les rôles sont inversés : Kikujiro ayant du mal à suivre la conversation menée par le paysan. On peut y voir un hommage du réalisateur à son ancien complice.